# Michel Clare
Pour les articles homonymes, voir Clare.
Michel Clare, né le 21 février 1927 à Sceaux et mort le 12 avril 2008 à Paris,, est un athlète, un journaliste sportif de L'Équipe de 1953 à 1992 — dont il a été rédacteur en chef — et un auteur français. Il est chevalier de la Légion d'honneur depuis 1988.
Il est lauréat du Prix Martini en 1958, récompensant le meilleur article de sport de l'année.
En 2007, il reçoit le Prix de la carrière décerné par l'association des écrivains sportifs. Le Prix de la carrière récompense une femme ou un homme qui, tout au long de sa carrière, par ses écrits ou par ses travaux, a apporté une contribution importante au sport, à sa diffusion et son retentissement.

## Distinctions
- Chevalier de la Légion d'honneur (1988)

## Œuvres
- Michel Clare, Le ski, Gallimard, 1962, 248 p. (ISBN 978-2-7103-2201-6, présentation en ligne)
- Michel Clare, Jean-Claude Killy, Hachette, coll. « Bibliothèque verte », 1968
- Michel Clare, Passion sport, Biarritz, Atlantica, mai 2007, 281 p. (ISBN 978-2-84394-991-3)

## Palmarès
Sur 800 mètres : 
- champion de France 1949 ;
- 6e aux championnats d'Europe d'athlétisme 1950[7] ;
- 2e aux Jeux méditerranéens de 1951.